# Caught in the Rain
Caught in the Rain este un film american de comedie din 1914 scris și regizat de Charlie Chaplin și produs de Mack Sennett la Keystone Studios. Este primul din numeroasele filme în care Charlie Chaplin a regizat și a jucat unul dintre rolurile principale. A fost distribuit de Mutual Film. În alte roluri interpretează actorii Mack Swain, Alice Davenport  și Alice Howell.

## Distribuție
- Charlie Chaplin - Tipsy hotel guest
- Mack Swain - Soț
- Alice Davenport - Soție
- Alice Howell - Hotel guest